# Dimităr Dimov
Dimităr Dimov (Димитър Димов) född 25 juni 1909 i Lovetj, död 1 april 1966 i Bukarest, var en bulgarisk författare.
Dimov studerade till veterinär, var docent i anatomi samt professor vid den lantbruksvetenskapliga fakulteten i Sofia. 1964–1966 var han ordförande i den bulgariska författarföreningen.